# 花园路小洋楼
花园路小洋楼位于中国浙江省嘉兴市嘉善县魏塘街道中山社区花园路75号，建于20世纪30年代，由德国设计师设计，为嘉善县内保存较少的近代西式建筑之一。该建筑为西式二层住宅，面积150余平方米，外观采用青砖，局部饰以红砖，内设客厅、卧室、餐厅、厨房、卫生间等房间，2014年进行修缮。